# Sociedad de aclimatación

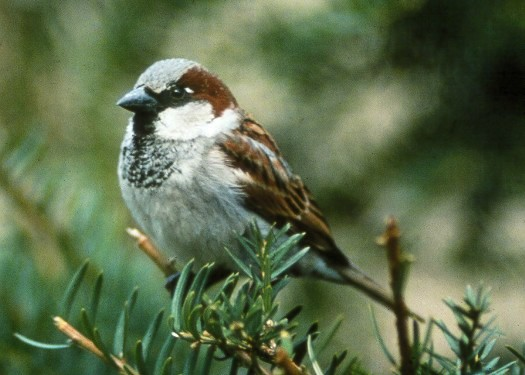
Un gorrión común macho (Passer domesticus) en el Monumento Nacional de White Sands.

Una sociedad de aclimatación era una organización creada con el fin de enriquecer la biodiversidad de una región concreta con animales y plantas de otras partes del mundo.
La primera de estas sociedades fue La Société Zoologique d'Acclimatation fundada en París en 1854 por Isidore Geoffroy Saint-Hilaire. Estas sociedades se extendieron rápidamente por el mundo, especialmente en la colonias europeas de América y Australasia. En muchos casos realizaban una doble tarea: estudiaban la historia natural e introducían especies.
Las sociedades de aclimatación basaban sus acciones en las colonias (especialmente en Nueva Zelanda) en la creencia de que la fauna local era de alguna manera deficiente o estaba empobrecida; había también un elemento de nostalgia en los colonos que deseaban ver especies familiares. Las introducciones también fueron realizadas con algunas especies por su valor económico y comercial.
Algunas de estas introducciones fueron desastrosas en términos ecológicos; como por ejemplo el caso del conejo en Australia, donde una de cada ocho especies de mamíferos se extinguieron.